# 热带海洋性气候
热带海洋性气候，终年高温多雨，是一种分布在赤道周围的热带雨林气候。

## 分布
南北纬10到25度的信风带大陆东岸及热带海洋中的一些岛屿上，具体地区有：中美洲的加勒比海沿岸、西印度群岛的若干岛屿、巴西高原东南沿岸、马达加斯加岛东岸、夏威夷群岛、澳大利亚昆士兰州沿海等。

## 成因
位于信风带的迎风坡，终年盛行热带海洋气团，东岸常有暖流流经，海洋性显著。

陆地面积较小，海陆热力性质差异不显著，所以相对热带季风气候区比较少有热带季风现象。

## 特征
1. 气温年较差小，最冷月在0摄氏度以上。气温日较差也比较小。
2. 全年降水量皆多，夏秋两季比较集中，无明显干季，常有地形雨。

原因：夏季多对流雨，夏秋时热带气旋活动频繁；位于信风带迎风坡，最冷季节仍有一定量降水（地形雨）。

## 与热带干湿季气候的联系
热带海洋性气候常与热带干湿季气候以山脉为界，山的迎风坡为热带海洋性气候，背风坡则为热带干湿季气候。

## 植被类型
为热带雨林

## 代表城市
- 美国 邁亞密
- 美国 檀香山
- 美国 基韋斯特
- 波多黎各 圣胡安
- 古巴 哈瓦那
- 凱恩斯
- 達爾文
- 湯斯維爾

## 参看
热带雨林气候
Template:中国大陆中学教材所采用的气候分类法